# Синюхино
Синюхино — опустевшая деревня в Пителинском районе Рязанской области. Входит в Потапьевское сельское поселение

## География
Находится в северо-восточной части Рязанской области на расстоянии приблизительно 16 км на запад по прямой от районного центра поселка Пителино.

## История
В 1862 году здесь (тогда выселок Сенюхин Елатомского уезда Тамбовской губернии) было учтено 12 дворов.

## Население
Численность населения: 126 человек (1862 год), 321 (1914), 2 в 2002 году (русские 100 %), 0 в 2010.